# BMW 8系列
宝马 8系列是宝马公司从1989年－1999年，之後在2018年再重新制造的GT（Grand Tourer）轿跑车，搭载V8或V12引擎。由于它在1991年取代了当时的6系（E24），8系通常会被误认为是6系的继任者。实际上8系是面向不同市场的全新级别车型，相对于6系，其价格更高且性能更加优异。作为宝马品牌的旗舰车型，它的最高限速被电子限制在250公里/小时（155英里/小时）。

## 开发历史

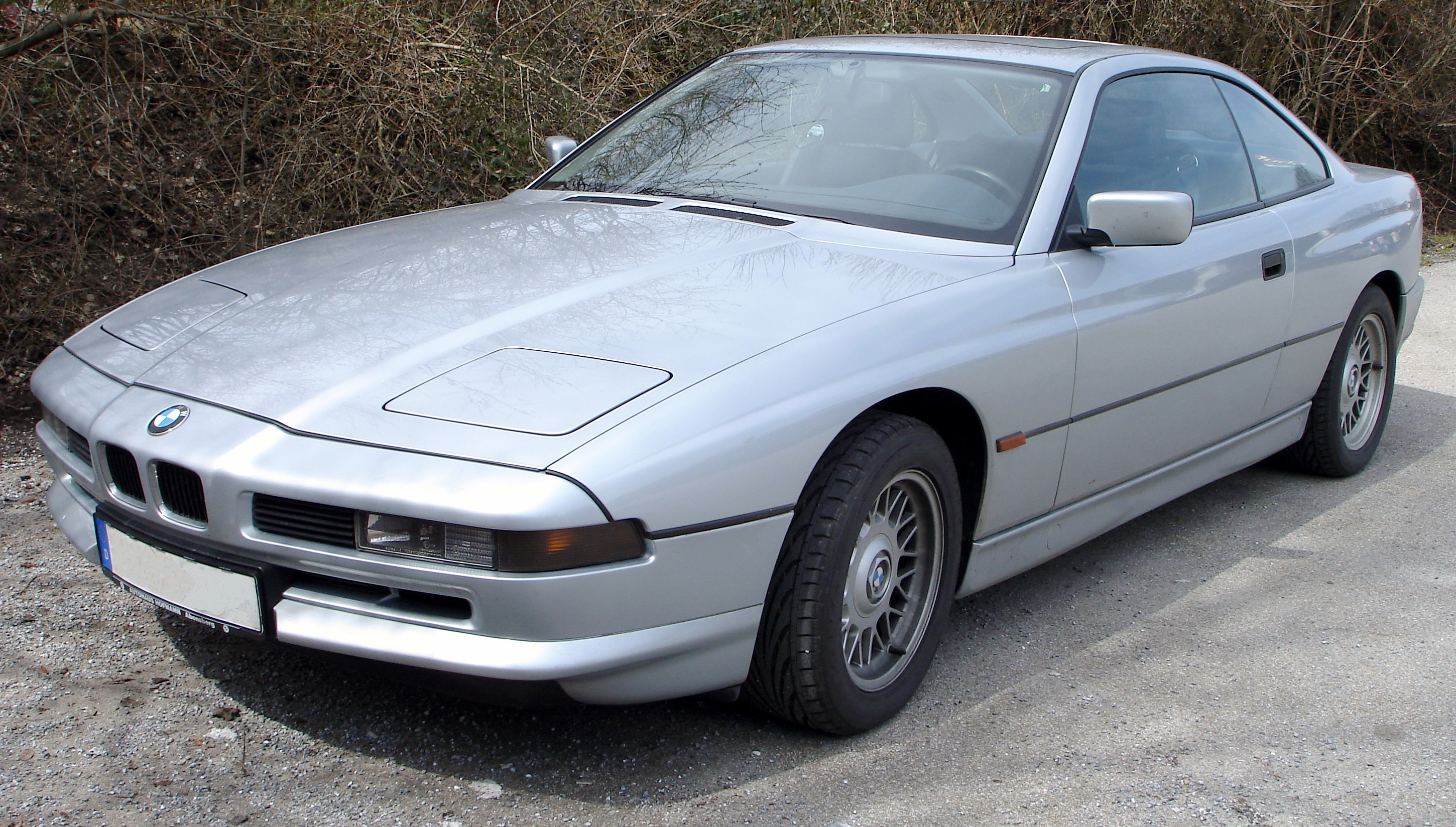
BMW 840Ci的前視圖

### 第一代
宝马8系的设计始于1986年，并在同年开始制造。最终它在1989年9月的法兰克福国际车展上完成了首次亮相。
8系的研发成本超过15亿德国马克（约10亿美金）。通过当时尚未普及的电脑辅助设计（CAD）工具，宝马设计了全新的车身。与风洞测试相结合，最终8系的风阻系数降低到了0.29，与之前的BMW M6/635 CSi的0.39相比取得了长足的进步。
8系开启了公路车型配备V12引擎及6速手动变速箱的先河，并且是首个使用电子线控（fly-by-wire）节气门的车型。此外，8系和Z1都属于宝马旗下最先使用多连杆结构后桥的型号。
得益于电脑辅助设计，8系的车身比前辈减轻了3千公克。但是由于搭载了大排氣量引擎和众多豪华配備，装配后的重量大幅增加，由此丧失的驾驶乐趣也饱受诟病。车身结构的改变是其重量增加的一大原因，无B柱的“硬顶”设计使其在重量方面出了一定妥协。
8系的销量受到90年代初期的经济萧条、波湾战争和能源价格飙升的严重影响。1997年宝马从北美撤出8系时，在7年时间中仅售出7,232辆。此后宝马继续为欧洲市场生产直至1999年，最终全球总销量为31,062辆。90年代初期，入门级8系的基础售价约为70,000美元。

## 车型

### 第一代（E31）

#### 830i
830i仅停留在原型阶段并未量产。作为潜在的入门级车型，830i搭载了530i和730i的3000cc 排氣量的V8引擎，内部代号为M60B30，最大馬力为218匹。宝马共制造了18辆830i，其中13辆安装了自排变速箱。最终840Ci被选为了入门级车型，而830i几乎被全部解体，仅有一辆保留在宝马博物馆。

#### 840Ci

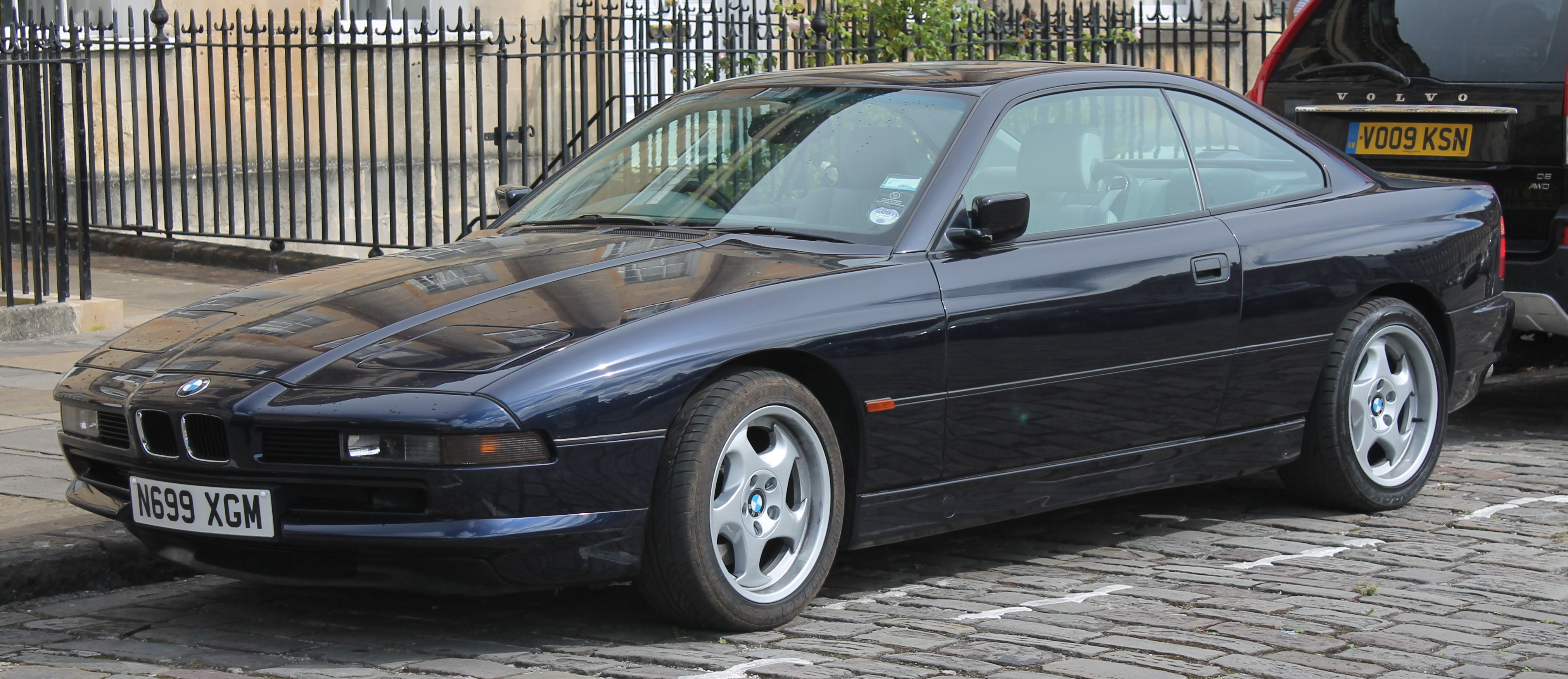
840Ci

840Ci有两种动力系统。从1993年中期到1995年后期，它使用的是286匹的4000cc的M60B40引擎。从1995年中期开始更换为新的4400cc的M62B44引擎，其省油性和扭力均得到了提升，但馬力未变。840Ci装配了5速自排变速箱，在欧洲市场还有6速手排变速箱可选。
从外观上看，V8的圆形排氣尾管和V12车型的方形排氣尾管是唯一的区别。
840Ci的生产周期到1997年中期终止。

#### 850i

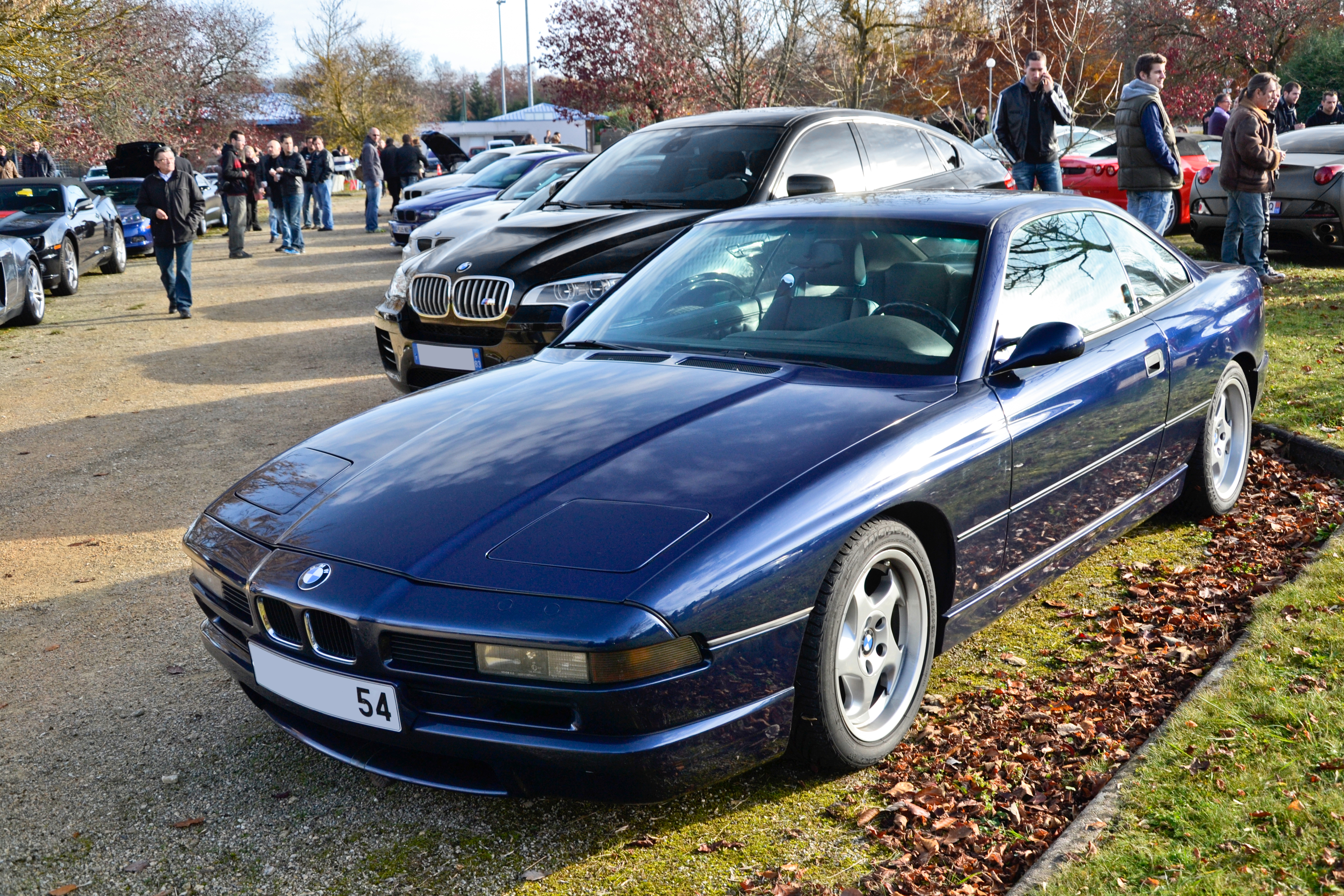
850i

宝马850i是第一个在1990年推出的车型，搭载了300匹马力的5000ccV12的M70B50引擎，並可選擇4速自排或6速手排变速器箱。

#### 850Ci
关于850i改为850Ci的原因和时间存在着一些混淆。更名是从850CSi的推出时开始的，宝马在车型名称中加入“C”以表示其双门（Coupe），但僅只於E46 及 E92的車型才有320ci、323ci 、328ci、335ci等。當時宝马开始使用M73B54引擎时所带来了混淆。它不是中期改款车型，1994年里的9个月时间中，使用M70和M73发动机的车型同时制造，并且都命名为850Ci。
由于M73的排气量增加到5400cc并且提高了压缩比，该引擎的输出馬力也增至326匹。

#### 850CSi

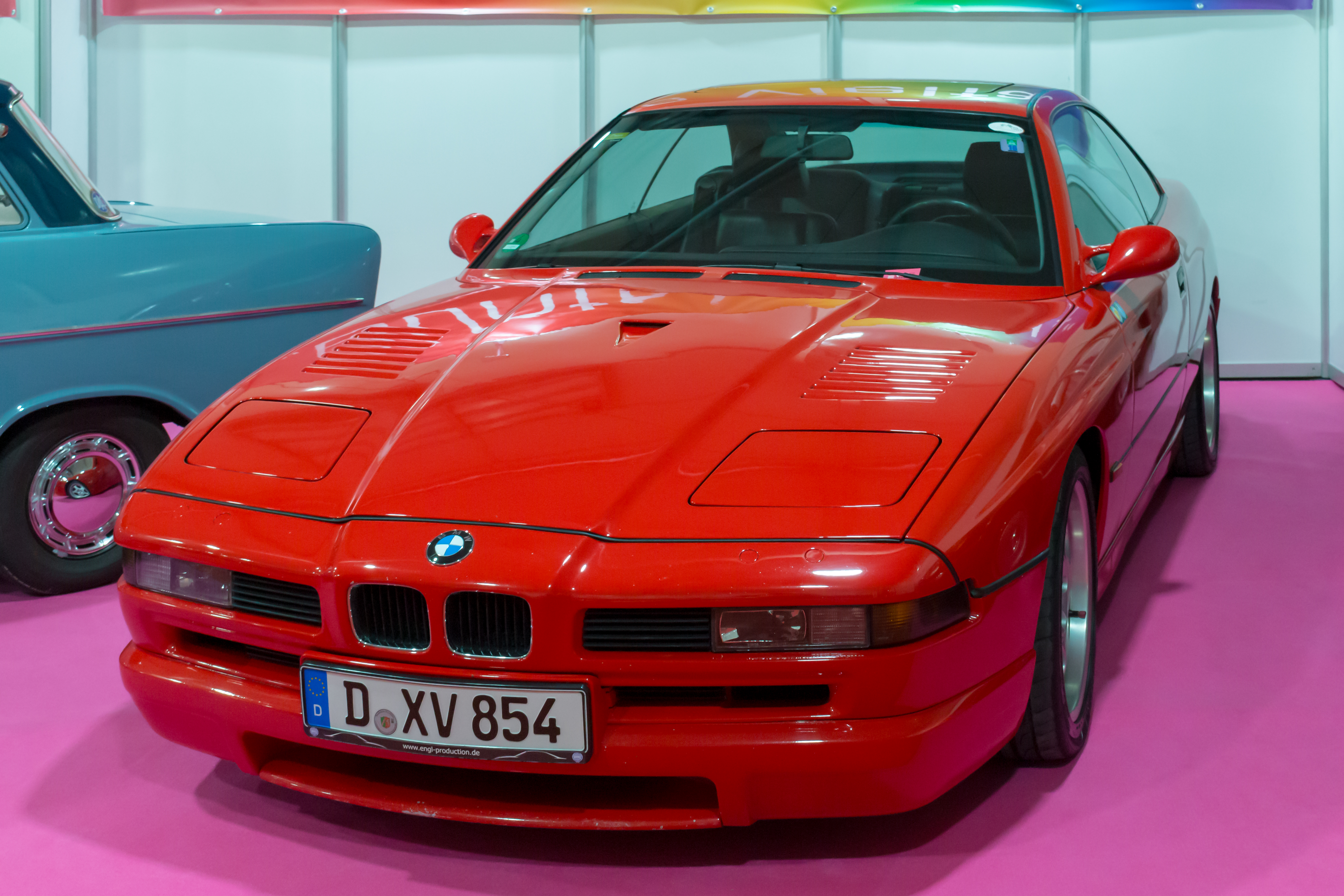
850CSi

作为豪華轿跑车，850CSi由M8原型车演变而来。它虽然与850i使用相同的引擎，但是變更之大使宝马赋予了它一个全新的编号：S70B56。其排气量增加至5600cc，馬力也达到了380匹。
此外，850CSi使用了更硬的弹簧和減震桶，并降低了车身高度。循环球转向传动比与之前的E31相比降低了15％。它配有更宽的运动性轮胎，并可以选装锻造合金鋁圈。前后保险桿的造型重新修改，改善空气动力特性。4出圆形不锈钢排气尾管出口代替了其他车型所用的方形排气管出口。此车型仅有6速手排变速箱可选。在欧洲市场的850CSi均配有後轮转向系统（AHK - Aktive Hinterachs-Kinematik）。
由于S70引擎无法通过修改达到新的排放标准，850CSi于1996年末停产。

#### M8
M8最初作为法拉利的竞品进行设计和制造，装配了550马力的特别版S70发动机（S70/1），本质上讲是进行了扩缸并使用实验性多气门气缸盖的M70。许多人误以为麦克拉伦F1（McLaren F1）上使用的便是此款引擎。其实麦克拉伦设计师Gordon Murray拒绝了这项提议，理由是它对于麦克拉伦F1来说太重也太长了。事实上麦克拉伦F1使用的是850CSi的S70发动机的变种S70/2和S70/3。
由于宝马认为M8将没有市场，该项目最终停止。仅有的一辆原型车存放在宝马公司的Giftschrank中。从研发初期，宝马及M部门便强烈表示该车不可能会生产。但是在2010年2月的宝马汽车杂志（BMW Car Magazine）却将M8原型车完整地出展。该车后在2010年7月2日于慕尼黑的宝马博物馆向媒体首次曝光。
尽管M8未被量产，但值得注意的是850CSi经过了宝马M部门的调校。除了更动感的M调校引擎，汽车的VIN码也显示由BMW Motorsport制造（前缀为WBS而非BMW AG的WBA）。这说明850CSi与M8的“近亲”关系。

### 第二代（G14/G15/G16）

#### M8（2018）

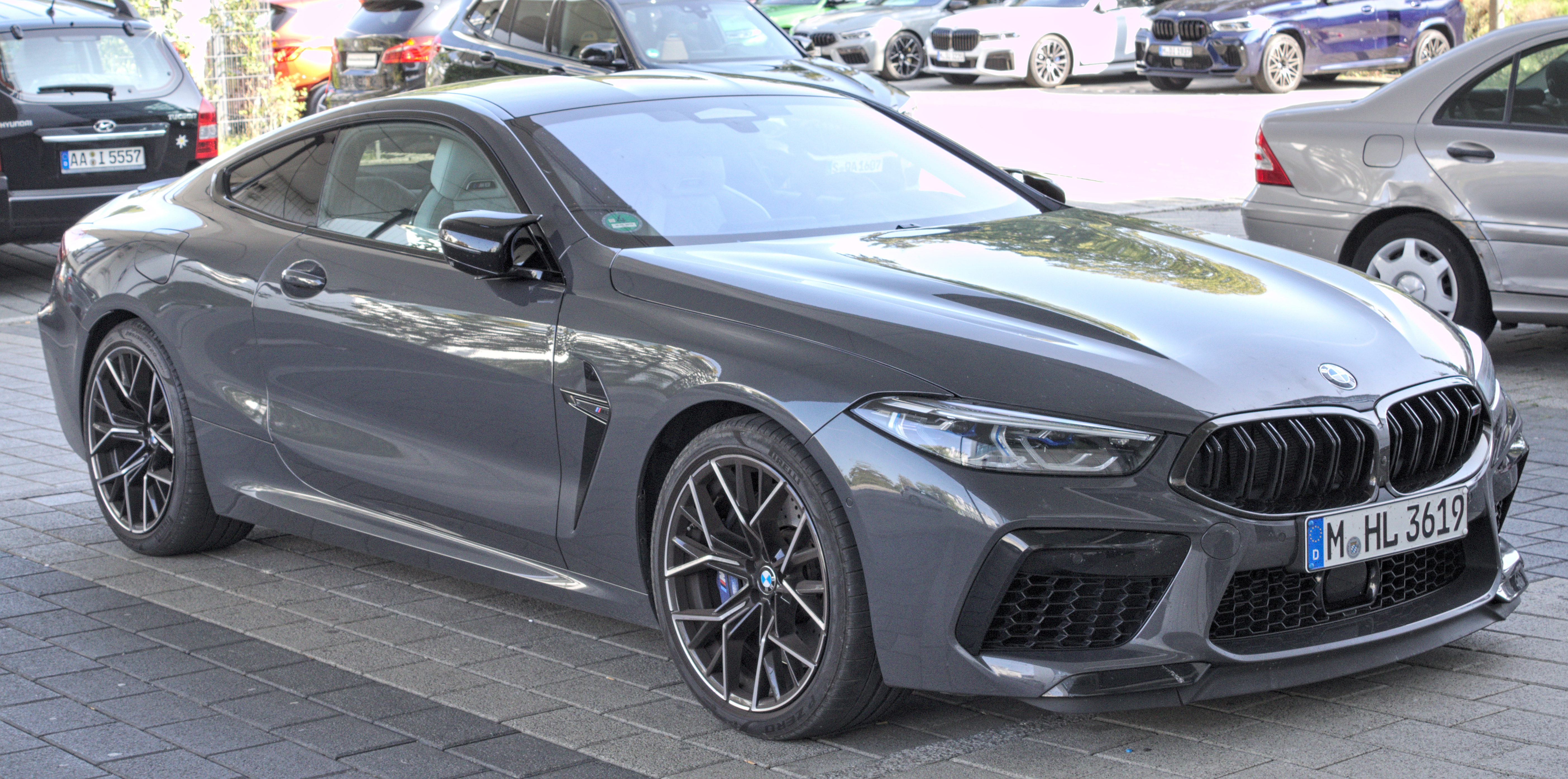
寶馬M8

据媒体报道，宝马在2018年已推出全新宝马M8高性能车，而新车将基于宝马M1概念车打造而来，且届时这款车型的推出同时也是为了纪念宝马公司的百年庆典。
新宝马M8搭载了4.4升V8引擎，带有缸内直喷和TwinPower技术，拥有390kW（523马力）的最大輸出。传动系统则匹配双离合变速箱或者8速自排变速箱。
同时为了节省预算，新车采用与现在仍然是概念车的i8相同的平台打造，也将使用碳纤维底盘和轻质铝材料以减轻车身重量。

### 其他版本

#### Alpina B12 5.0 5.7 coupe

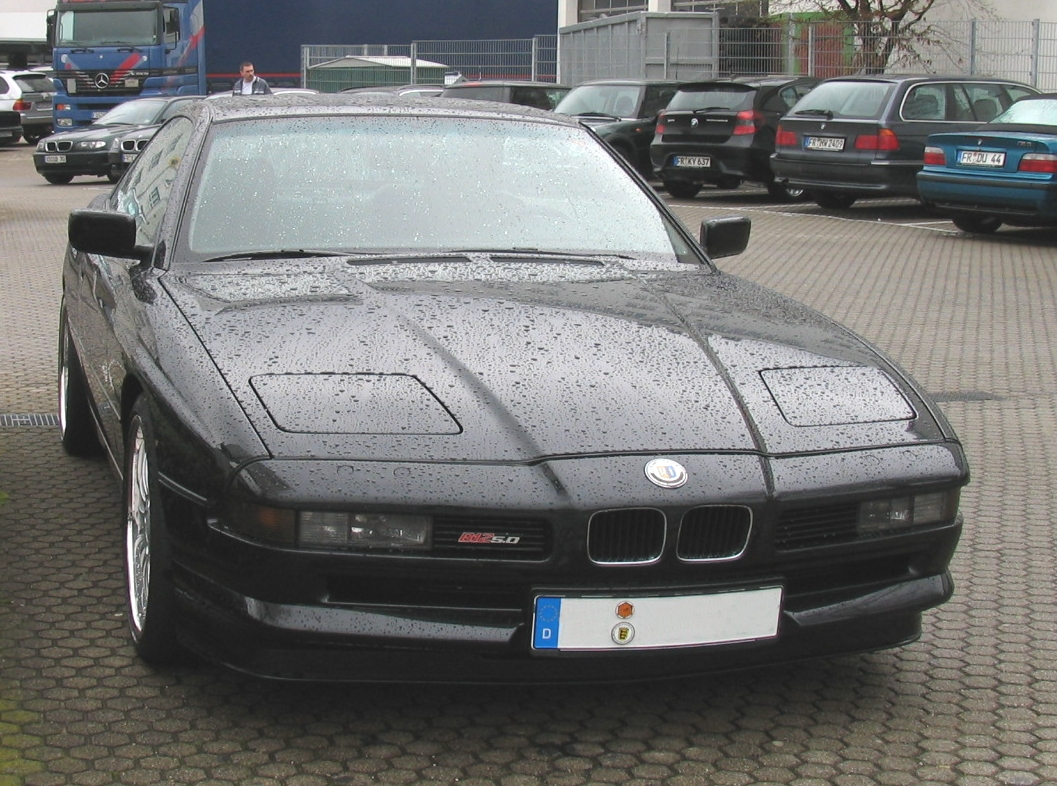
Alpina B12

宝马成車改造製造商品牌Alpina制造了2款命名为B12的特别版8系列，均以量产车型作为基础。
B12 5.0 Coupe基于850i，由350匹马力的5.0升M70引擎驱动，配備4速自排变速箱。
B12 5.7 Coupe基于850CSi，由416匹马力的5.7升S70引擎驱动，配備6速手排变速箱。

#### Racing Dynamics K55 Sport Coupe
意大利宝马改装品牌Racing Dynamics在量产车型的基础上，于1991年生产了名为K55的特别版本。K55 5.5 Coupe基于850i打造，5.0升的M70引擎被扩至5.5升，并应用了全新的气门、凸轮轴挺杆、进气和挤压碾磨缸头。US版引擎最大功率为475匹，欧洲版则为401匹。欧洲市场的K55共制造了40辆，美国版仅制造了1辆。除了引擎改装，K55还有多种车身、悬吊和后部改装可选。

#### PowerPlant Racing BMW "860i"
美国北开罗莱纳的赛车改装品牌PowerPlant制造了最强大的自然進氣宝马8系，M70 V12引擎的排气量被增加到6.0L。
通过将冲程从73毫米增加至86毫米、缸径从84毫米增加至86毫米，压缩比从8.8提升至10。这使得引擎的輸出增加至405匹马力，最大扭力也达到576牛頓米。

#### 限量版本
- 840 CiA "M Individual"（日本）298 ex (05/1996-04/1999)
- 840 Ci Sport（比利時）1 ex (03/1999)
- 840 CiA Sport（英國與比利時）3 ex Belgium, 1062 UK (03/1997-05/1999 UK) (10/1998-05/1999 Belgium)
- 850 CiA Platinum（中東）(1998–1999) 59 ex
- 850 CiA 5.4 Alpina（中東）(1998–1999) 10 ex
- 850 CiA Sport（比利時）(05/1999) 1 ex

## 赛车运动
8系在任何赛车项目中都难得一见。但是Wagenstetter Motorsport制造的赛车参加了纽博格林VLN耐力赛（Nuburgring VLN Endurance Championship）。该赛车基于840i打造，使用的是E39 M5的5.0升V8引擎和6速手排变速箱，最大馬力为555匹，扭力为640牛頓米。

## 车型及动力系统数据

### 变速器
840Ci（4.0/4.4升 V8）使用了5速自动或6速手动变速器。850i/850Ci（V12）车型搭载4速自动或6速手动变速器，从1994年中期开始改为5速自动变速箱。850CSi全部使用6速手动变速器

### 燃油经济性
1997年美国环境保护署（United States Environmental Protection Agency）检测了自动变速器的车型。

#### 840Ci
- 燃油种类：Premium

城市：16升/百公里
高速：12升/百公里
综合：14升/百公里

#### 850Ci
- 燃油种类：Premium

城市：17升/百公里
高速：12升/百公里
综合：15升/百公里

## 主要車款

### 第一代
- 850CSi（1994年－1996年）
- 850i（1990年－1994年）
- 840Ci（1994年－1996年）
- 840Ci（1996年－1999年）

### 第二代
- 840i（2018年－）
- 850d（2018年－）